# Svjetski kup u vaterpolu 2025.
Svjetski kup u vaterpolu 2025. bilo je 18. izdanje turnira. Trajalo je od 18. prosinca 2024. do 20. travnja 2025. Pobijedila je Španjolska koja je u finalu pobijedila Grčku. Hrvatska je bila 4.

## Format
Bile su dvije divizije. U Diviziji 1 igralo je jedanaest reprezentacija (najbolje reprezentacije), a u Diviziji 2 dvanaest reprezentacija (slabije reprezentacije). Šest najboljih reprezentacija Divizije 1 i prve dvije reprezentacije Divizije 2 natjecali su se u superfinalu, koje se održalo u Podgorici. Pobjeda je dala tri boda, pobjeda nakon peteraca dva, poraz nakon peteraca jedan i poraz nakon regularnog vremena nula bodova.
Od 6. do 11. siječnja 2025. u Bukureštu u Rumunjskoj natjecalo se 12 reprezentacija iz Divizije 1. U četiri grupe bile su po tri ekipe. Jedini izuzetak je grupa D, gdje je bila samo Hrvatska i Gruzija i igralo se samo jednom, makar su prvotno bile predviđene dvije utakmice. Razlog je suspenzija Italije nakon izgreda na Olimpijskim igrama u Parizu 2024. pa je nedostajala jedna reprezentacija. Pobjednici grupa izravno su se plasirali u četvrtfinale, a preostale ekipe borile su se za četiri slobodna mjesta.
Na turniru su uz Hrvatsku nastupili: Sjedinjene Američke Države, Mađarska, Španjolska, Srbija, Grčka, Crna Gora, Francuska, Rumunjska, Gruzija i Japan.
Za Svjetsko prvenstvo u Singapuru 2025. kvalificirale su se dvije prvoplasirane reprezentacije sa završnog turnira Svjetskog kupa. Srbija, Hrvatska i Sjedinjene Američke Države već su osigurale svoje mjesto zahvaljujući osvojenim medaljama na Olimpijskim igrama.